# Hanne Schaffer
Hanne Isabell Schaffer (* 1959) ist eine deutsche Soziologin und Professorin für Soziologie an der Katholischen Stiftungshochschule München.

## Leben und Wirken
Schaffer studierte Soziologie, Psychologie und Pädagogik an der Ludwig Maximilians Universität München. Sie promovierte im Bereich Alternsforschung an der Justus Liebig Universität Gießen. Hierauf folgte eine mehrjährige Forschungstätigkeit am Sonderforschungsbereich der LMU und im Auftrag des damaligen Bundesministeriums für Familie, Frauen und Gesundheit sowie im Auftrag des Bundesministeriums der Verteidigung in den Themenbereichen Frauenforschung, Alternsforschung und Soziale Ungleichheit.
Seit 1994 ist Schaffer Professorin für Soziologie in der Sozialen Arbeit an der Katholischen Stiftungshochschule München. Ihre Arbeits- und Forschungsschwerpunkte sind unter anderem Genderperspektiven und Soziale Arbeit und Empirische Methoden der Sozialforschung.

## Publikationen (Auswahl)

### Bücher
- Hanne Schaffer (2002): Empirische Sozialforschung für die Soziale Arbeit. Eine Einführung. Lambertus Freiburg im Breisgau, 1. Auflage, ISBN 978-3-7841-1419-4.
- Hanne Schaffer (2009):  Empirische Sozialforschung für die Soziale Arbeit. Eine Einführung. Lambertus Freiburg im Breisgau, 2. Auflage, ISBN  978-3-7841-1877-2.
- Hanne Schaffer (2013): Sozialpädagoge und Mann. Männliches Selbstverständnis in einem Frauenberuf. Lambertus Freiburg im Breisgau, ISBN 978-3-7841-2147-5.
- Hanne Schaffer (2014): Empirische Sozialforschung für die Soziale Arbeit. Eine Einführung. Lambertus Freiburg im Breisgau, 3. Auflage, ISBN 978-3-7841-2418-6.
- Hanne Schaffer, Fabian Schaffer (2019): Empirische Methoden für soziale Berufe. Eine anwendungsorientierte Einführung in die qualitative und quantitative Sozialforschung. Lambertus Freiburg im Breisgau, ISBN 978-3-7841-3101-6.

### Aufsätze
- Hanne Isabell Schaffer (1992): Die »balancierten Manns-Bilder« der 90er Jahre. Ausgewählte Ergebnisse einer repräsentativen Studie - Ein Forschungsbericht. In: Josef Duss-von-Werdt (Hrsg.): Familiendynamik. Interdisziplinäre Praxis und Forschung. Jg. 17, Ausgabe 2. Klett-Colla-Stuttgart, S. 180–185. ISSN 0342-2747.
- Hanne Isabell Schaffer (1992): Lebenskonzepte und Zeiterfahrungen junger Männer: zur Bedeutung gewandelter Lebensvorstellungen für die Bundeswehr. In: Sozialwissenschaftliches Institut der Bundeswehr (Hrsg.): SOWI Arbeitspapier Nr. 63. München, 1992.
- Hanne Isabell Schaffer (1994): Konkurrenz unter Frauen. Arbeitsbeziehungen von weiblichen Beschäftigten bei der Bundeswehr. In: Sozialwissenschaftliches Institut der Bundeswehr (Hrsg.): SOWI Arbeitspapier Nr. 91. München, 1994.
- Hanne Isabell Schaffer (2021): Frauen sterben anders?! Hohes Lebensalter und letzte Lebensphase aus der Perspektive einer genderspezifischen Alternssoziologie. In: Maria Wasner, Sabine Pankofer (Hrsg.): Soziale Arbeit in Palliative Care. Ein Handbuch für Studium und Praxis. Kohlhammer Stuttgart, 2021, S. 201–210, ISBN 978-3-1703-6829-3.